# Allium brevipes
Allium brevipes är en amaryllisväxtart som beskrevs av Carl Friedrich von Ledebour. Allium brevipes ingår i släktet lökar, och familjen amaryllisväxter. Inga underarter finns listade i Catalogue of Life.